# II Парфянский легион
II Парфянский легион (лат. Legio II Parthica) — римский легион эпохи империи.
Был сформирован в правление императора Септимия Севера и размещён в Италии. Тем не менее, он принимал участие в различных военных кампаниях за пределами Италии, а затем был переброшен на Восток, где и оставался до окончания своего существования.
Последние упоминания о легионе относятся к началу V века. Эмблемой II Парфянского легиона является кентавр.

## История легиона

### Эпоха династии Северов
II Парфянский легион был сформирован в 197 году по приказу императора Септимия Севера, который использовал его в своей войне против Парфянского царства. Вместе с ним было организовано ещё два легиона с такими же прозвищами — I и III. По всей видимости, легион набирался в Паннонии, Иллирии и Фракии. Согласно римскому историку Диону Кассию, I и III Парфянский легионы остались в Месопотамии, а II легион был переведен в Кастра Альбана на берегу озера Альбано в Альбанских горах, что неподалёку от Рима. В связи с этим, II Парфянский легион иногда назывался Альбанским, в то время как его солдат в просторечии именовали альбанцами.
Археологи провели раскопки на Альбанском кладбище, в результате чего в нашем распоряжении есть многочисленные надгробия легионеров, служивших во II Парфянском, которые имели привычку называть себя «Veterani Augusti Nostri» (рус. ветераны нашего императора). Примечательным аспектом является то, что в надгробиях обычно упоминаются центурии, в которых служили солдаты. Даже на надгробиях легионеров, умерших вдалеке от Альбы (на Дунае или на Востоке) присутствуют аналогичные надписи.
Этот обычай практически уникален. Только у ветеранов II Неустрашимого Траянова легиона в Александрии была та же самая практика. Она даёт возможность предположить, что солдаты II Парфянского легиона были набраны из состава II Неустрашимого Траянова легиона, но следует подчеркнуть, что не существует никаких доказательств в пользу этой гипотезы.
Конечно, легион в Италии не служил для охраны границ. Под его контролем находился Рим и Центральная Италия, но это не умаляло его значение в качестве стратегического резерва империи. Слишком часто во II веке римляне были вынуждены перебрасывать свои легионы из одного региона в другой для защиты, оставляя провинции уязвимыми для иноземных захватчиков. Отныне всегда можно было отправить II Парфянский легион и преторианскую гвардию из Альбы и Рима в пограничную зону, которой угрожала опасность. Вполне вероятно, что командир императорской гвардии, префект претория, был выше по рангу легата II Парфянского легиона.
Таким образом, с одной стороны легион использовался в качестве резерва, а с другой стороны как средство влияния во внутренних спорах. Императоры III века часто имели дело с узурпаторами и размещение II Парфянского легиона неподалёку от столицы позволяло справляться с подобными угрозами. Другим результатом этого действия было ослабление сенаторской власти.
II Парфянский легион, скорее всего, использовался Септимием Севером во время британского похода 208—211 годов, и, очень вероятно, его сыном и преемником Каракаллой в боевых действиях против алеманнов в 213 году. Весной 214 года, усиленный вспомогательными конными подразделениями, легион сопровождал Каракаллу в Александрию а оттуда направился в Сирию, где разместился на зимних квартирах в Апамее. Несомненно, легион участвовал в парфянском походе Каракаллы, так как известно, что его командир был причастен к убийству Каракаллы и восхождению на престол префекта претория Макрина.
Зимой 217/218 года II Парфянский легион оставался в Апамее в Сирии, где он встал на сторону нового претендента на императорский титул Гелиогабала, который уже приобрел поддержку III Галльского легиона. После того как Гелиогабал стал государем, легион был награждён почетными прозвищами «Антонинов» и «Вечно преданный, верный и счастливый» (лат. Pia Fidelis Felix Aeterna). II Парфянский легион приобрёл некоторое политическое влияние. Бывший префект претория Трикциан был казнен, потому что он когда-то жестко обращался с солдатами. Вместе с Гелиогабалом легион вернулся в Рим в 218/219 году.
В начале 230-х годов император Александр Север отправился на восток, чтобы совершить поход против только что образовавшегося государства Сасанидов. II Парфянский легион принял участие в кампании и снова был переброшен в Апамею.
После этого в 234 году легион вновь участвовал в конфликте с алеманнами. Его солдаты присутствовали в Могонциаке, когда Александр Север был убит в 235 году. II Парфянский легион поддержал преемника Александра Севера Максимина I Фракийца, который победоносно закончил германскую войну.

### Эпоха солдатских императоров

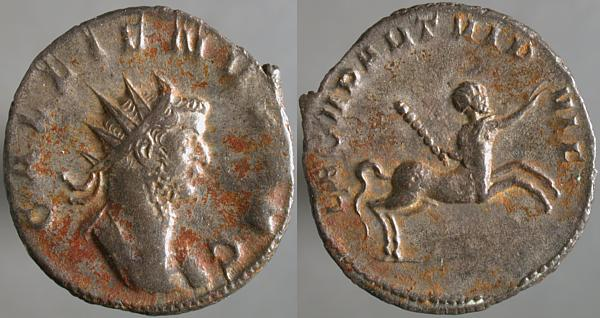
Антониниан с портретом Галлиена. На реверсе изображен кентавр, символ II Парфянского легиона и упоминающая его надпись

II Парфянский легион участвовал в войне Максимина против сарматов на территории нынешней Венгрии, а затем вошел в состав корпуса, направленного в Италию, где сенат поднял восстание против государя. В Риме были избраны два императора — Пупиен и Бальбин, поэтому Максимин был вынужден идти на Рим. Тем не менее, солдаты II Парфянского легиона знали, что их родственники в Альбане могут быть использованы в качестве заложников, и они взбунтовались и убили правителя Римского государства в Аквилее.
Поскольку на Альбанском кладбище не были найдены захоронения, относящиеся к эпохе правления Гордиана III, то делается вывод, что II Парфянский легион принимал участие в походе против персов при этом императоре и, очевидно, опять находился в Апамее. В это время легион получил почётный титул «Гордианов». В феврале 249 года легион вернулся на место постоянной дислокации. Возможно, он был задействован в войне против карпов при Филиппе Арабе. Во второй половине 249 года II Парфянский легион сражался за этого императора против претендента на трон Деция Траяна, но потерпел поражение при Вероне на севере Италии.
Надписи показывают, что в течение следующего полувека легион побывал в нескольких частях империи, но трудно установить последовательность его пребывания в этих местах. Тем не менее, можно утверждать, что он был задействован в конфликте между императором Галлиеном и его соперником Постумом на стороне первого. За это он получил титулы «Pia V Fidelis V» (пять раз верный и преданный), «Pia VI Fidelis VI» и «Pia VII Fidelis VII». Относящаяся к последней четверти III века надпись из Бордо упоминает II Парфянский легион. Надпись из Аравии Петрейской показывает, что легион участвовал в кампании Аврелиана против Пальмирского царства. Другие надписи встречаются во Фракии, Нумидии и Киликии. Однако абсолютно точно мы знаем только о том, что в 276—282 годах II Парфянский легион воевал в Киликии против исаврийских мятежников. Он упоминается на монетах британского узурпатора Караузия.

### Поздняя античность
II Парфянский легион находился в Италии в конце III века, но почти наверняка был распущен Константином I Великим после его победы на Мульвийском мосту в октябре 312 года. Об этом не упоминается в источниках, но мы знаем, что император расформировал гвардию в качестве наказания за поддержку узурпатора Максенция, что, вполне вероятно, означало конец и II Парфянского легиона.
Однако, в 360 году, в составе войск, оборонявших крепость Безабду на Тигре, мы видим II Армянский легион, II Флавиев легион (скорее всего, II Храбрый Флавиев легион) и II Парфянский легион. Должно быть, он был воссоздан заново или сформирован из отдельного подразделения. Безабда была взята персами: защитники, не сумевшие отстоять пролом в стене, были убиты в уличных боях или захвачены в плен. В начале V века II Парфянский легион последний раз упоминается в источниках. Согласно Notitia Dignitatum, он находился под командованием дукса Месопотамии и дислоцировался вместе со своим префектом в Цефе.